# Marco Ramondino
Marco Ramondino (nacido el 26 de agosto de 1982 en Avellino, Italia) es un entrenador italiano de baloncesto. Actualmente dirige al Derthona Basket de la Lega Basket Serie A, la primera categoría del baloncesto italiano.

## Trayectoria como entrenador
Marco Ramondino comenzó su carrera como entrenador en la temporada 2000-01, cuando aún no había cumplido los 18 años, para dirigir al equipo juvenil del Scandone Avellino. En la temporada 2002-03, se convirtió en asistente de Zare Markovski en el primer equipo del Scandone Avellino.
Entre 2003 y 2005 trabajó como entrenador asistente en el Pallacanestro Salerno.
En la temporada 2005-06, inicia su etapa como entrenador principal en el Ferentinum Battipaglia de la liga C1, pero en la temporada siguiente regresa como entrenador principal del Pallacanestro Salerno.
En la temporada 2007-08, sería asistente del Aurora Jesi.
Entre 2008 y 2010 trabajó como entrenador asistente en el Teramo Basket de la Lega Basket Serie A. En la primera temporada lograrían tercer puesto de la temporada regular y la clasificación histórica para la Eurocup.
Entre 2011 y 2013 fue segundo entrenador, primero, del Biancoblù Bologna y luego del Veroli Basket. En la temporada 2013-14, se hace cargo como entrenador principal del Veroli Basket, llevándolos al sexto puesto de la clasificación.
En la temporada 2014-15, firma por el A.S. Junior Pallacanestro Casale de la Serie A2, tras la salida de Giulio Griccioli, donde permanecería durante cuatro temporadas.
Al frente de los piamonteses disputaría tres eliminatorias de playoff consecutivas: en la primera, llega a semifinales; en el segundo, fue eliminado en primera ronda por Universo Treviso; en el tercero, fue eliminado en la primera ronda por Virtus Bologna, que luego ascendió a la Lega Basket Serie A. En la temporada 2017-18 finaliza en el primer puesto de la temporada regular y perdería la final de la eliminatoria con el Pallacanestro Trieste.
El 23 de octubre de 2018, se convirtió en entrenador del Derthona Basket de la Serie A2.
En la temporada 2018-19 formó parte del cuerpo técnico de la selección italiana Sub-20.
En la temporada 2020-21, ganó los playoffs y llevó al Derthona Basket a su ascenso a la Lega Basket Serie A, por primera vez en su historia.
Durante la temporada 2021-22, dirige al Derthona Basket en la Lega Basket Serie A, logrando llevar a su equipo a la final a ocho de la Supercopa de Italia, donde son derrotados en octavos de final por el Virtus Bologna, y a la final de la Copa Italia, donde, tras derrotar al Virtus Bologna en las semifinales, pierden ante el Olimpia Milano. Además, lograría un cuarto puesto en la temporada regular, logrando llegar a las semifinales de los playoffs.

## Clubs como entrenador
- 2000-2003: Scandone Avellino (Asistente)
- 2003–2005: Pallacanestro Salerno (Asistente)
- 2005-2006: Ferentinum Battipaglia
- 2006-2007: Pallacanestro Salerno
- 2007-2008: Aurora Basket Jesi (Asistente)
- 2008-2010: Teramo Basket (Asistente)
- 2011-2012: Biancoblù Basket Bologna (Asistente)
- 2012–2013: Veroli Basket (Asistente)
- 2013–2014: Veroli Basket
- 2014–2018: A.S. Junior Pallacanestro Casale
- 2018-Actualidad: Derthona Basket